# Bătălia Greciei
Bătălia Greciei (cunoscută și ca Operațiunea Marița, în germană Unternehmen Marita) a fost una dintre bătăliile celui de-al Doilea Război Mondial ce s-a desfășurat pe teritoriul Greciei continentale și în sudul Albaniei. Părțile combatante au fost Regatul Greciei și Commonwealthul Britanic (făcând parte din rândul Aliaților din cel de-al Doilea Război Mondial) pe de-o parte și Germania Nazistă, Italia Fascistă și Bulgaria (Puterile Axei) în tabăra opusă. Împreună cu Bătălia din Creta și acțiunile navale din Marea Egee, Bătălia Greciei este considerată parte a mai vastei Campanii din Balcani din cadrul celui de-al Doilea Război Mondial.
De obicei, Bătălia Greciei este privită ca o continuare a războiului greco-italian, care a început odată cu atacul lansat de Italia de la bazele din Albania împotriva Greciei pe 28 octombrie 1940. În numai câteva săptămâni, forțele italiene au fost respinse din Grecia de forțele elene, iar mai apoi tot acestea au reușit să ocupe o bună parte a sudului Albaniei. În martie 1941, grecii au respins un contraatac major al italienilor, iar germanii au fost forțați să vină în sprijinul aliaților lor. Operațiunea Marița a început pe 6 aprilie 1941, trupele germane traversând granița bulgaro-elenă. Forțele combinate greco-britanice au luptat cu mare tenacitate, dar au fost depășite numeric și au fost obligate să se retragă. Atena a fost cucerită de germani pe 27 aprilie. Britanicii au reușit să evacueze aproximativ 50.000 de soldați. Campania din Grecia s-a încheiat cu o victorie rapidă (24 de zile) și completă odată cu ocuparea portului Kalamata din Peloponez.
Există o serie de istorici care socotesc campania din Grecia decisivă pentru deznodământul conflagrației mondiale. Astfel, întârzierea provocată de campania din Grecia avea să provoace eșecul germanilor în fața Moscovei și mai apoi seria de înfrângeri de pe frontul de răsărit. Există și păreri conform cărora invazia din Grecia nu a avut nicio influență asupra datei de declanșare a Operațiunii Barbarossa. Mai mult, intervenția britanică în sprijinul elenilor a fost caracterizată de acești din urmă comentatori ca fiind o acțiune inutilă, o decizie politică și sentimentală sau chiar o gafă strategică.

## Împrejurări

### Războiul greco-italian
În momentul izbucnirii războiului, premierul elen Ioannis Metaxas a căutat să mențină statutul de neutralitate al țării sale. Cu toate acestea, Grecia era ținta unor continue presiuni din partea Italiei, care au culminat cu torpilarea crucișătorului elen Elli pe 15 august 1940 de către submarinul Delfino. Mussolini era iritat de faptul că liderul german Adolf Hitler nu-l consultase în niciuna dintre problemele războiului și dorea ca prin ocuparea Greciei, o țară care părea ușor de învins, să obțină o victorie comparabilă cu cele ale germanilor. Pe 15 octombrie 1940, Mussolini și consilierii săi au decis să atace Grecia. În dimineața zilei de 28 octombrie, ambasadorul italian Emmanuel Grazzi i-a prezentat lui Metaxas un ultimatum, prin care erau pretinse dreptul la liberă trecere a trupelor italiene și ocuparea unor „obiective strategice” nespecificate de pe teritoriul Greciei. Metaxas a respins ultimatumul (refuzul este sărbătorit până în zilele noastre ca Ziua Ohi). Chiar înainte de expirarea termenului ultimatumului, trupele italiene au invadat Grecia, atacând din bazele aflate pe teritoriul Albaniei. Principalul atac a fost direcționat spre orașul Ioannina, italienii înregistrând inițial un număr de succese locale. Aceștia au traversat râul Thyamis (Kalamas), dar în scurtă vreme au fost respinși și alungați spre bazele de pornire din Albania. După trei săptămâni de lupte, toți invadatorii fuseseră alungați din Grecia, elenii reușind să organizeze un contraatac încununat de succes. Mai multe localități rurale albaneze au fost ocupate de forțele elene, dar nici schimbarea comandantului, nici sosirea unor puternice întăriri nu i-au ajutat pe italieni să schimbe cursul luptelor.
|                                                           |                                                       |                                                     |
| Prima ofensivă italiană 28 octombrie – 13 noiembrie 1940. | Contraofensiva elenă 14 noiembrie 1940 – martie 1941. | A doua ofensivă italiană 9 martie – 23 aprilie 1941 |

După mai multe săptămâni de război pe timp de iarnă, cu rezultate neconcludente, italienii au lansat pe 9 martie 1941 un contraatac la scară mare pe întreg frontul. În ciuda superiorității forțelor armate italiene, atacul s-a încheiat însă cu un eșec. După o săptămână de lupte și pierderea a 12.000 de oameni, Mussolini a oprit atacul și a părăsit Albania după 12 zile. Analiștii din zilele noastre cred că eșecul italienilor a fost cauzat de faptul că Mussolini și generalii săi au alocat prea puține resurse militare campaniei (doar 55.000 de oameni), nu au luat în considerare condițiile meteorologice din toamnă și au lansat un atac fără avantajul surprizei și fără sprijinul bulgarilor. Nu au fost luate în considerare pregătirile elementare, precum procurarea echipamentului de iarnă. Mai mult, Mussolini nu a ținut seama de recomandările „Comisiei Italiene a Producției de Război”, care avertizase asupra faptului că economia italiană nu era capabilă să susțină efortul neîntrerupt de război decât începând cu 1949.
În cele șase luni de luptă împotriva Italiei, armata elenă a obținut mai multe succese locale prin eliminarea pozițiilor avansate ale inamicilor. Trebuie spus că Grecia nu avea o industrie militară puternică și armata elenă a fost obligată să se bazeze pe armele și munițiile capturate de britanici în Africa de Nord. Pentru a susține luptele din Albania, comandamentul grec a fost forțat să retragă unități militare din Macedonia răsăriteană și Tracia apuseană. În condițiile unui atac iminent din partea Germaniei, era imperios necesară redistribuirea trupelor. Forțele de care dispunea Grecia făcea imposibilă rezistența pe două fronturi. Comandamentul elen a luat hotărârea să apere cuceririle din Albania, indiferent de ceea ce avea să se întâmple în cazul unui atac german dinspre Bulgaria.

### Decizia lui Hitler de a ataca Grecia
Hitler a intervenit pe 4 noiembrie 1940, la patru zile după ce britanicii au ocupat Creta și Lemnos. Führerul a ordonat Statului Major să pregătească invazia în Grecia prin România și Bulgaria. Acest atac a fost parte a unui plan mai amplu care prevedea preluarea controlului asupra bazelor britanice din Marea Mediterană. Pe 12 noiembrie, Înaltul Comandament al Forțelor Armate Germane a emis directiva 18, prin care programa operațiuni simultane împotriva Gibraltarului și Greciei în ianuarie 1941. Până la urmă, în decembrie 1940, planurile germane în Mediterana au fost modificate serios după ce dictatorul spaniolilor, Francisco Franco, a refuzat să participe la un atac împotriva Gibraltarului. Drept urmare, ofensiva germană în Europa de Sud a trebuit să se limiteze la atacul împotriva Greciei. Înaltul Comandament German a emis directiva 20 pe 13 decembrie 1940 prin care ordona declanșarea Operațiunii Marița – invazia din Grecia – care avea ca principal obiectiv cucerirea țărmului nordic al Mării Egee până în martie 1941. Restul teritoriului elen trebuia ocupat în măsura în care se dovedea necesar din punct de vedere militar. După ședința convocată în grabă de Hitler ca urmare a loviturii de stat de la Belgrad, au fost lansate pe 27 martie ordine pentru o campanie militară împotriva Regatului Iugoslaviei, care au schimbat planurile cu privire la Grecia. Astfel, pe 6 aprilie urmau să fie atacate ambele state balcanice.

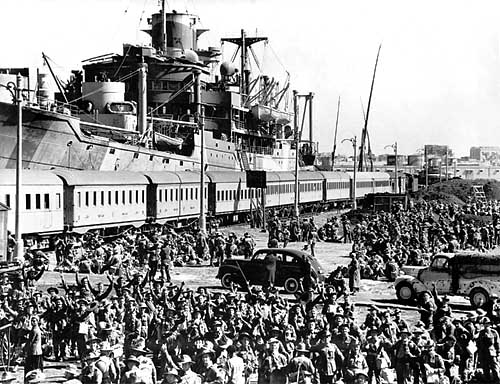
Soldaţi australieni îmbarcându-se în Alexandria (Egipt) cu destinaţia Grecia.

Regatul Unit trebuia să ajute Grecia după declarația din 1939, prin care afirma că, în cazul unui atac împotriva Greciei sau României, se va simți obligat să asigure guvernului elen sau român tot sprijinul de care era în stare. Prima acțiune britanică a fost deplasarea în noiembrie 1940 în Grecia a escadrilelor RAF comandate de John d'Albiac. Având consimțământul guvernului de la Atena, britanicii au trimis trupe în Creta pe 31 octombrie, ceea ce a permis grecilor să-și aducă pe continent Divizia a 5-a de infanterie.
Pe 17 noiembrie 1940, Metaxas a propus britanicilor declanșarea unei ofensive comune în Balcani, pornind de la bazele deținute de eleni în Albania de sud. Britanicii nu s-au arătat dornici să discute propunerea lui Metaxas, pentru că o asemenea ofensivă ar fi trebuit să fie dusă la îndeplinire cu ajutorul transferului de trupe ale Commonwealthului, care erau deja implicate în luptele din Africa de Nord. În timpul unei întâlniri eleno-britanice ținute la Atena pe 13 ianuarie 1941, generalul grec Alexandros Papagos, comandantul suprem al forțelor armate elene, a cerut britanicilor sprijinul a nouă divizii de infanterie complet echipate, cu forțele aeriene corespunzătoare. Britanicii au răspuns că, din cauza luptelor din Africa de Nord, tot ceea ce pot face este trimiterea unui mic corp expediționar, cu un efectiv de cel mult o divizie. Grecii au respins o asemenea ofertă, temându-se că sosirea unor trupe britanice atât de neînsemnate din punct de vedere numeric nu ar fi făcut decât să precipite atacul german, fără a asigura un ajutor serios punctelor de apărare. Ajutorul britanic avea să fie cerut doar dacă și când germanii ar fi traversat Dunărea din România în Bulgaria.
Churchill ținea cu tot dinadinsul să creeze un front balcanic care trebuia să cuprindă Iugoslavia, Grecia și Turcia, și le-a ordonat lui Anthony Eden și lui John Dill să reia negocierile cu Grecia. La întâlnirea de la Atena din 22 februarie au participat Eden și conducerea elenă, inclusiv regele George al II-lea, premierul Alexandros Koryzis—succesorul lui Metaxas, care murise pe 29 ianuarie 1941— și Papagos. Aici s-a luat decizia trimiterii în Grecia a unei forțe expediționare a Commonwealthului. Între timp, trupele germane erau masate în România, iar, pe 1 martie 1941, forțele Wehrmachtului au început deplasarea în Bulgaria. În același timp, Bulgaria și-a mobilizat trupele și le-a poziționat de-a lungul frontierei cu Grecia. Pe 2 martie s-a declanșat „Operațiunea Lustre”, transportarea trupelor britanice spre Grecia. 26 de transportoare de trupe au ancorat în portul Piraeus. Pe 3 aprilie, în timpul unei întâlniri a reprezentanților britanici, iugoslavi și greci, iugoslavii au promis să blocheze valea râului Struma în cazul în care aveau să fie atacați de germani. În timpul acestei întâlniri, Papagos a subliniat importanța unei ofensive comune iugoslavo-elene împotriva italienilor imediat după declanșarea atacului german. Până pe 14 aprilie, mai mult de 62.000 de soldați ai Commonwealthului (britanici, australieni, neozeelandezi, palestinieni și ciprioți) fuseseră trimiși în Grecia. Aceste formațiuni militare aveau să devină cunoscute ca „Forța W”, după numele comandantului lor, Henry Maitland Wilson.

## Pregătirile militare

### Terenul
Pentru a ataca Grecia prin nord, armata germană era obligată să parcurgă Munții Rodopi, care sunt traversați de doar câteva văi de râuri sau pasuri prin care să fie posibilă mișcarea unor unități militare mari. Germanii au stabilit două rute de deplasare pe la vest de Kiustendil și o a treia de-a lungul văii râului Struma și a frontierei iugoslavo-bulgare. Fortificațiile elene de frontieră fuseseră adaptate terenului și cele câteva drumuri de acces posibile erau acoperite de lucrări defensive impresionante. Văile râurilor Struma și Nestos, care traversau frontiera greco-bulgară, erau protejate de fortificații puternice, parte a mai amplei Linii Metaxas. Aceste sisteme de bunkere din beton armat și tranșee fuseseră construite de-a lungul frontierei bulgare la sfârșitul deceniului al patrulea, și aveau ca model Linia Maginot. Dar principala calitate a lucrărilor defensive era dată de poziționarea lor în locații greu accesibile, ceea ce făcea apărarea mai ușoară.

### Factori strategici
Terenul muntos al Greciei favoriza apărarea, lanțurile muntoase Rodopi, Pind și Olimp oferind numeroase posibilități de organizare a unei defensive eficiente. Forțele invadatoare care acționau din Albania au putut fi oprite cu forțe relativ reduse din punct de vedere numeric, poziționate în regiunile înalte ale Pindului, în schimb zona din nord-est a Greciei era mai greu de apărat.
Ca urmare a conferinței de la Atena din martie, comandamentul britanic a luat în considerație o acțiune comună anglo-elenă pentru ocuparea „liniei Haliacmon” – un front scurt poziționat la nord-vest, de-a lungul culmilor munților Vermion și cursului inferior al râului Haliacmon. Papagos aștepta clarificări de la guvernul iugoslav, iar mai târziu a propus o rezistență fermă pe linia Metaxas – care era considerată de majoritatea grecilor garantul securității naționale – fără retragerea unităților care ocupau sudul Albaniei. El considera că orice retragere din Albania era de neconceput, ea putând fi considerată o victorie de către italieni. Prin această abordare a apărării, importantul port Salonic rămânea practic neapărat, iar transportul trupelor spre și dinspre port devenea primejdios. Papagos a propus ca apărarea să utilizeze la maxim facilitățile oferite de terenul accidentat și să se construiască fortificații care ar fi ajutat și la apărarea Salonicului.
Generalul Dill a descris atitudinea lui Papagos ca fiind „incomodă și defetistă”, premierul elen neluând în seamă faptul că artileria și infanteria proprie nu sunt capabile să opună o rezistență de durată în nord-vestul țării. Britanicii considerau că rivalitatea greco-bulgară – linia Metaxas fusese construită anume împotriva unui atac bulgăresc – cât și bunele relații greco-iugoslave, lăsaseră frontiera nord-vestică aproape neapărată. Britanicii au cedat în cele din urmă în fața grecilor, în ciuda vulnerabilității frontului de nord-vest. Pe 4 martie, generalul Dill a acceptat planul apărării pe linia Metaxas, iar pe 7 martie planul a fost aprobat de guvernul regal britanic. Comanda supremă a fost asumată de Papagos, iar comandanții greci și britanici s-au resemnat să organizeze lupte de întârziere a înaintării inamicilor din nord-estul țării. Britanicii nu și-au transferat trupele pe frontul de nord-vest, generalul Wilson apreciind că nu are destui oameni să apere un front larg. În schimb, el și-a plasat oamenii pe o poziție la cam 70 de kilometri vest de Axios, de-a curmezișul liniei Haliacmon. Principalele considerente pentru stabilirea acestei poziții erau pe de-o parte menținerea legăturii cu Armata I elenă din Albania și pe de alta, blocarea accesului germanilor către Grecia centrală. Această poziție avea avantajul de avea nevoie de o forță mai mică decât alte opțiuni, dar necesita destul de mult timp pentru pregătire. În același timp, această poziție presupunea abandonarea întregii regiuni nordice a Greciei și era inacceptabilă din punct de vedere politic și psihologic pentru greci. Mai mult chiar, flancul stâng britanic părea sensibil, fiind posibilă ocolirea prin flanc de către germani a zonei apărate, care ar fi folosit pentru deplasare zona Monastir din Iugoslavia. Totuși, nici grecii și nici britanicii nu luau în considerație un eventual colaps al forțelor iugoslave și înaintarea germană în spatele pozițiilor aliate de la Vermion.
Strategia germană era bazată pe utilizarea tacticilor blitzkriegului, care se dovediseră potrivite în campania din Europa Apuseană. Această strategie s-a dovedit victorioasă în campania din Iugoslavia. Comandamentul german a făcut planuri pentru declanșarea unor atacuri ale infanteriei și tancurilor, sprijinite de forțele aeriene, care trebuiau să ducă la înaintări rapide în adâncimea teritoriului inamic. După ocuparea Salonicului, Atena și portul Pireu aveau să devină următoarele ținte. Ca urmare a capturării portului Pireu și a Istmului Corint de către germani, retragerea și evacuarea forțelor britanice și elene ar fi fost compromise în mod iremediabil.

### Forțele din defensivă și din atac

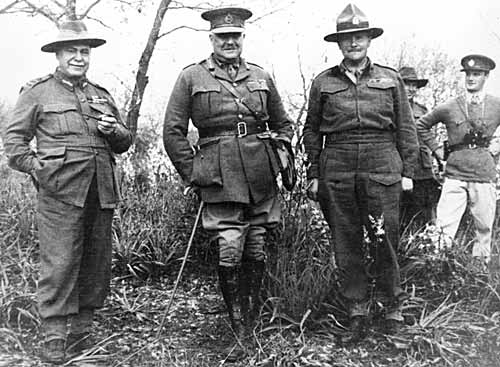
Generalul locotenent Thomas Blamey, comandantul Corpului I australian, generalul locotenent Henry Maitland Wilson, comandantul „forţei W” şi generalul maior Bernard Freyberg, comandantul diviziei a 2-a neozeelandeze din Grecia

Armata a 5-a iugoslavă a avut responsabilitatea apărării graniței de sud-est a țării, de la Kriva Palanka până la frontiera elenă. În momentul în care germanii au declanșat atacul, armata iugoslavă nu era complet mobilizată. În plus, iugoslavii nu aveau suficient armament modern. După intrarea forțelor germane în Bulgaria, majoritatea trupelor elene au fost evacuate din Tracia apuseană. În acel moment, efectivele elene care apărau frontiera cu Bulgaria erau de aproximativ 70.000 de oameni. Restul trupelor elene – 14 divizii – luptau în Albania.
Pe 28 martie, cele două divizii elene din Macedonia centrală au fost trecute sub comanda generalului britanic Wilson, care și-a stabilit cartierul general la nord-vest de Larissa. Divizia neozeelandeză a ocupat poziții la nord de Muntele Olimp, iar australienii au blocat valea Haliacmon până la lanțul muntos Vermion. Royal Air Force a continuat să opereze de pe aeroporturile din Grecia centrală și de sud. Trebuie spus însă că britanicii au putut să deplaseze în Grecia un număr relativ redus de aparate de zbor. Forțele britanice erau motorizate aproape în totalitate, dar echipamentele lor militare erau mai potrivite pentru războiul în deșert, nu pentru drumurile muntoase accidentate ale Greciei. De asemenea, britanicii aveau un număr redus de tancuri și tunuri antiaeriene, iar liniile de transport maritime din Mediterana erau vulnerabile, convoaiele fiind obligate să se deplaseze prin apropierea insulelor controlate de Axă. Problemele logistice erau agravate de capacitatea limitată de încărcare-descărcare a instalațiilor portuare elene.
Armata a 12-a germană, sub comanda mareșalului Wilhelm List, a fost desemnată pentru executarea Operațiunii Marița. În componența forțelor germane intrau unități de infanterie, vânători de munte și tancuri. O divizie de tancuri fusese deplasată la granița bulgaro-turcă, pentru a face față unui eventual atac din partea Turciei.

### Planul german de atac
Planul german de atac se baza pe experiența câștigată în timpul luptelor din Franța. Germanii urmăreau să creeze o diversiune printr-o campanie în Albania, ceea ce ar fi produs concentrarea forțelor elene în regiunea frontierei cu Albania și Iugoslavia. Principalul asalt urma să fie efectuat de coloanele blindate împotriva punctelor slabe ale apărării. Printr-un astfel de atac, vehiculele aveau asigurată o înaintare rapidă în teritoriul inamic, fără să fie constrânse de înaintarea mai înceată a infanteriei. După depășirea liniilor slabe de apărare din sudul Iugoslaviei, linia fortificată Metaxas urma să fie ocolită de forțele armate germane mobile, iar înaintarea lor urma să fie direcționată spre sud. Din acest motiv, cucerirea orașului Monastir și a văii Axios (care ducea spre Salonic) erau obiective prioritare pentru succesul manevrei de învăluire a liniei Metaxas.
Lovitura de stat din Iugoslavia a dus la o schimbare bruscă a planului de atac, punând în fața Armatei a 12-a o serie de probleme de rezolvat. În directiva nr. 25 din 28 martie, se ordona Armatei a 12-a să-și regrupeze forțele de așa manieră, încât să se organizeze o forță mobilă pentru atacarea orașului Belgrad prin Niš. Cu doar nouă zile până la Ziua Z, timpul a devenit extrem de prețios. Până în după amiaza zilei de 5 aprilie, toate coloanele care trebuiau să atace Iugoslavia și Grecia fuseseră reorganizate.

## Invazia germană

### Atacul din Iugoslavia și înaintarea spre Salonic

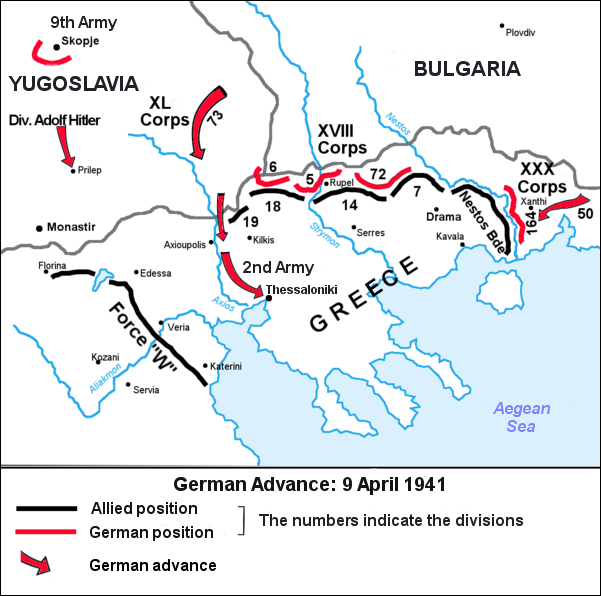
Înaintarea germană până pe 9 aprilie, când Divizia a 2-a Panzer a cucerit Salonicul

În zorii zilei de 6 aprilie, armatele terestre germane au invadat Grecia, în timp ce Luftwaffe a început un bombardament intens împotriva Belgradului. Corpul al 40-lea Panzer – care ar fi trebuit să atace Grecia din sudul Iugoslaviei – și-a început atacul la ora 5:30 dimineață. Tancurile germane au traversat frontiera bulgară prin două puncte distincte. Până în dimineața zilei de 8 aprilie, Divizia I SS Adolf Hitler a cucerit Prilep, întrerupând linia ferată Belgrad – Salonic și izolând Iugoslavia de restul Aliaților. Germanii cuceriseră o poziție care le permitea continuarea ofensivei pe mai multe direcții. În dimineața zilei de 9 aprilie, generalul Stumme și-a deplasat forțele la nord de Monastir, pregătindu-le pentru forțarea graniței elene pe direcția Florina. O asemenea manevră amenința trupele grecești din Albania și pe cele ale „Forței W” din Edessa și Katerini cu încercuirea. În vreme ce detașamente puțin numerice asigurau securitatea corpului german de tancuri împotriva unui atac iugoslav dinspre centrul țării, Divizia a 9-a Panzer a înaintat spre vest pentru a face legătura cu italienii la granița albaneză.
Divizia a 2-a Panzer a intrat în Iugoslavia din est în dimineața de 6 aprilie și a avansat spre apus prin valea râului Struma. Tancurile germane au întâmpinat o rezistență redusă, dar înaintarea lor a fost încetinită de dinamitările drumurilor și podurilor, minarea punctelor de trecere și de noroi. Cu toate acestea, divizia a reușit să îndeplinească obiectivele primei zile a atacului – cucerirea orașului Strumica. Pe 7 aprilie, contraatacul iugoslav împotriva flancului nordic al diviziei a fost respins, iar în ziua următoare germanii și-au croit drum în forță prin munți, depășind Divizia a 19-a motorizată elenă staționată la sud de lacul Dojran. În ciuda numeroaselor întârzieri provocate de drumurile proaste de munte, o unitate avansată a blindatelor germane a intrat în Salonic în dimineața zilei de 9 aprilie. Cucerirea Salonicului s-a făcut fără luptă din cauza colapsului Armatei a 2-a elene.

### Linia Metaxas
Linia Metaxas era apărată de trei divizii elene sub comanda generalului locotenent Konstantinos Bakopoulos. Linia defensivă se întindea pe aproximativ 170 de kilometri de-a lungul râului Nestos, după care urma frontiera bulgară până în apropierea frontierei iugoslave. Fortificațiile fuseseră proiectate să găzduiască peste 200.000 de soldați, dar în momentul declanșării războiului această cifră era mult mai scăzută, de aproximativ 70.000 de oameni.
Atacul inițial german împotriva liniei Metaxas a fost executat de o singură unitate de infanterie sprijinită de două divizii de vânători de munte. Acest atac a fost întâmpinat de o rezistență puternică și a avut un succes limitat. Un raport german de la sfârșitul primei zile de luptă amintea de faptul că Divizia a 5-a vânători de munte a fost respinsă în Pasul Rupel în ciuda sprijinului aerian puternic și că a suferit pierderi importante. Dintre cele 24 de forturi care formau Linia Metaxas, doar două au fost cucerite de germani și doar după ce au fost distruse în întregime.
În cele din urmă, Linia Metaxas a fost străpunsă după trei zile de lupte intense, în care forturile au fost supuse atacurilor artileriei și avioanelor de bombardament în picaj. Meritul victoriei a fost atribuit Diviziei a 6-a vânători de munte, care a reușit să traverseze piscurile înzăpezite, înalte de peste 2.100 de metri, printr-un punct considerat până în acel moment de netrecut. Vânătorii de munte din această forță germană au atins aliniamentul căii ferate către Salonic pe 7 aprilie. Restul vânătorilor de munte au înaintat cu greu prin zona muntoasă. Divizia a 5-a vânători de munte și Regimentul al 125-lea de infanterie au penetrat defensiva elenă pe 7 aprilie și au atacat de-a lungul ambelor maluri ale râului Struma, cucerind bunkerele unul câte unul. În timpul înaintării lor, germanii au suferit pierderi atât de importante, încât după ce și-au atins obiectivele ordonate cele două unități au fost retrase în spatele frontului. Divizia a 72-a de infanterie germană a atacat dinspre orașul Goțe Delcev, a traversat munții și, în ciuda crizei de animale de povară, artilerie de calibru mediu și de echipament montan, a reușit să străpungă Linia Metaxas în seara zilei de 9 aprilie, când a ajuns la nord-est de orașul Serres. Chiar și după ce generalul Bakopoulos, comandantul liniei Metaxas, a capitulat, forturi izolate au continuat lupta mai multe zile și nu au fost cucerite decât după folosirea împotriva lor a artileriei grele. Diferite unități elene, care erau plasate pe frontieră, au continuat să lupte, iar unele au reușit să se deplaseze spre porturile Mării Egee și au fost evacuate pe calea apei.

### Capitularea Armatei a II-a elene
Corpul al 30-lea de infanterie germană de pe flancul stâng și-a atins obiectivele în dimineața zilei de 8 aprilie, când Divizia a 164-a din componența sa a cucerit orașul Xanthi. Divizia a 50-a a înaintat spre râul Nestos, pe malurile căruia a ajuns împreună cu Divizia a 164-a pe 9 aprilie. În aceeași zi, Armata a II-a elenă a capitulat ca urmare a colapsului liniilor defensive grecești de la est de râul Axios. Mareșalul german List aprecia în dimineața zilei de 9 aprilie că datorită înaintării rapide a unităților sale mobile, Armata a 12-a se afla într-o poziție favorabilă pentru cucerirea Greciei centrale prin spargerea liniilor elene de pe malul râului Axios. Pentru îndeplinirea acestor obiective, mareșalul a cerut transferul Diviziei a 5-a blindate din cadrul Corpului al 40-a Panzer. El considera că această divizie de blindate îi va asigura o forță suplimentară de lovire a inamicului prin breșa de la Monastir. Pentru continuarea atacului, List a format două grupuri de asalt: unul estic, sub comanda Corpului al 18-lea vânători de munte și unul vestic, condus de Corpul al 40-lea Panzer.

### Străpungerea spre Kozani
Până în dimineața zilei de 10 aprilie, Corpul al 40-lea Panzer încheiase pregătirile pentru continuarea ofensivei și a reluat înaintarea în direcția Kozani. În ciuda tuturor așteptărilor, breșa de la Monastir a rămas deschisă, iar germanii au exploatat această greșeală tactică. Primul contact cu trupele aliate a apărut la nord de Vevi la ora 11:00. Trupele SS au cucerit Vevi pe 11 aprilie, dar au fost oprite din înaintare la sud de oraș, în Pasul Klidi de o forță anglo-elenă. Această forță trebuia, în conformitate cu ordinele primite de la Wilson, să oprească „blitzkrieg-ul în valea Florina”. În ziua următoare, regimentul SS a executat misiuni de cercetare, iar la lăsarea serii, a lansat un atac frontal împotriva trupelor aliate care apărau pasul. După o serie de lupte grele, germanii au reușit să înfrângă rezistența trupelor din defensivă. Până în dimineața zilei de 14 aprilie, elementele avansate ale Diviziei a 9-a Panzer au ajuns la Kozani.

### Pasurile Olimp și Servia

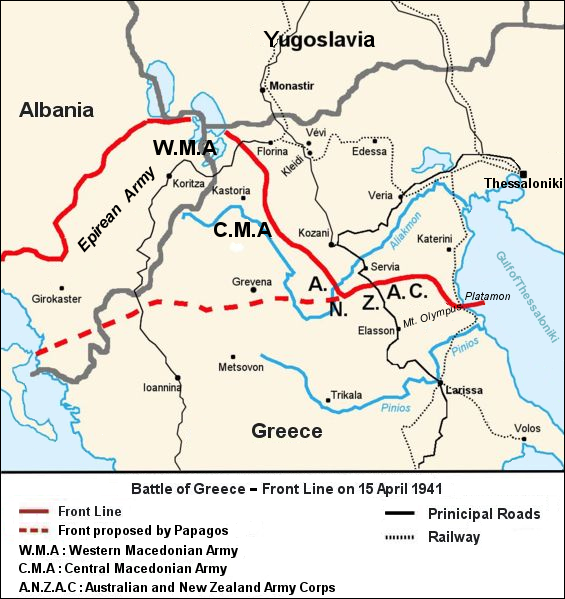
Linia frontului pe 15 aprilie 1941

Trupele comandate de Wilson erau în pericol să fie încercuite de atacul germanilor care înaintau dinspre Salonic și a blindatelor care înaintau dinspre Monastir. Pe 13 aprilie, Wilson a decis să retragă toate forțele britanice spre râul Haliacmon și spre pasul Termopile. A doua zi, Divizia a 9-a Panzer a cucerit un cap de pod peste râul Haliacmon, dar tentativele de înaintare au fost oprite de focul puternic al defensivei aliate. Poziția defensivă avea trei componente principale: tunelul Platamon și zona adiacentă dintre Muntele Olimp și mare, pasul Olimp și pasul Servia spre sud-est. Aceasta era poziția defensivă cea mai ușor de apărat cu forțe limitate. Apărarea pasurilor Olimp și Servia a fost asigurată de trei brigăzi de neozeelandezi și australieni. Înaintarea tancurilor germane a fost oprită pentru următoarele trei zile de apărătorii acestor pasuri.
Pasul care ducea spre orașul Platamon era dominat de o culme muntoasă și de ruinele unui castel. În noaptea de 15 aprilie, un batalion de motocicliști germani, sprijinit de tancuri, a luat cu asalt culmea muntoasă și ruinele, dar a fost respins de neozeelandezi. Germanii au reluat atacul cu blindatele în după amiaza zilei, dar au fost din nou respinși de neozeelandezi. După ce au primit întăriri în noaptea de 15-16 aprilie, germanii au reluat atacul împotriva pozițiilor apărate de neozeelandezi cu un batalion de motocicliști, unul de infanterie și unul de tancuri.

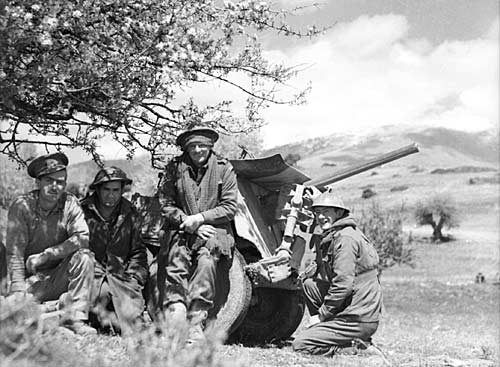
Servanţi australieni ai tunurilor antitanc, la scurtă vreme după ce s-au retras din regiunea Vevi.

Batalionul de neozeelandezi s-a retras, a traversat râul Pineios și, până seara, a ajuns la extremitatea vestică a cheilor râului Pineios, suferind pierderi minime. Comandantul neozeelandez Mackay a fost informat asupra faptului că era esențial să interzică accesul inamicului în chei până pe 19 aprilie, indiferent de pierderi. Neozeelandezii au scufundat bărcile de traversare de îndată ce toți soldații au ajuns la capul vestic al cheilor și au început pregătirile pentru apărare. Batalionul de neozeelandezi a fost întărit cu două batalioane de australieni, noua formație fiind denumită „Forța Allen”, după numele comandatului de brigadă Arthur Samuel Allen. Alte două batalioane de infanterie australiene s-au mutat spre regiunea Elatia la sud-vest de chei, având ordin să reziste aici minim trei sau patru zile.
Pe 16 aprilie, generalul Wilson s-a întâlnit cu omologul său elen Papagos la Lamia și l-a informat despre decizia de retragere la Termopile. Generalul Blamey a împărțit responsabilitățile retragerii între generalii Mackay și Freyberg. Mackay trebuia să apere flancurile diviziei de neozeelandezi până la o linie est-vest care trecea prin Larissa și trebuia să se retragă prin Domokos spre Termopile. Freyberg urma să conducă retragerea „Forței Allen”, care urma să se deplaseze pe aceeași rută cu neozeelandezii. Trupele Commonwealthului au fost supuse atacurilor continue din partea germanilor pe tot timpul retragerii.
În dimineața zilei de 18 aprilie, luptele pentru controlul cheilor râului Pineios s-au încheiat. Germanii au traversat râul în bărci gonflabile și au reușit să anihileze batalionul neozeelandez. Pe 19 aprilie, avangarda Corpului al 18-lea vânători de munte germani a intrat în Larissa și a ocupat aeroportul. Aici au fost găsite intacte proviziile britanicilor, pe care aceștia nu apucaseră să le evacueze sau să le distrugă. Capturarea a zece camioane cu rații alimentare și combustibil a permis avangardei germane să-și continue atacul fără pauză. Portul Volos, care fusese folosit în ultimele zile pentru evacuarea a numeroase trupe, a fost cucerit pe 21 aprilie. Odată cu cucerirea portului, germanii au capturat și o mare cantitate de motorină și petrol.

### Retragerea și capitularea Armatei I elene
În ciuda înaintării germanilor adânc în teritoriul Greciei, Armata I elenă, care lupta în Albania, ezita să se retragă. Generalul Wilson a descris această atitudine ca fiind „crezul fetișit conform căruia nici un yard de pământ nu ar trebui cedat italienilor”. De-abia pe 13 aprilie primele subunități elene au început retragerea spre munții Pindului. Retragerea britanicilor spre Termopile lăsase neapărat un drum peste munții Pindului pe care germanii puteau să-l folosească pentru ocolirea prin flanc a grecilor care încercau să se retragă din Albania. Un regiment SS a primit sarcina să taie ruta de retragere a Armatei I elene din Albania printr-o deplasare spre vest către pasul Metsovon și de acolo spre Ioannina. Pe 14 aprilie, au izbucnit lupte grele între germanii care blocau pasul Kastoria și grecii care se retrăgeau. Retragerea grecilor a devenit generală pe frontul albanez, italienii începând acțiuni timide de urmărire.
Generalul Papagos a grăbit înaintarea unităților sale spre pasul Metsovon, unde erau așteptate lupte cu germanii. Pe 18 aprilie au izbucnit lupte la Grevna între mai multe unități elene și brigada „Leibstandarte SS Adolf Hitler”. Unităților elene le lipseau echipamentele necesare luptei cu trupele mecanizate inamice și din acest motiv au fost rapid încercuite și copleșite. Germanii au continuat înaintarea și, pe 19 aprilie, au cucerit Ioannina, ultimul punct de reaprovizionare al Armatei I elene.
Pe 20 aprilie, comandantul forțelor elene din Albania, generalul Georgios Tsolakoglou, și-a dat seama că situația trupelor sale este fără ieșire și a declarat că este gata să capituleze alături de cele 14 divizii de sub comanda sa. Istoricul John Keegan scrie că Tsolakoglou „era așa de hotărât să [...] refuze italienilor satisfacția unei victorii pe care nu o meritaseră, încât [...] a deschis negocieri total neautorizate cu comandantul diviziei germane SS din fața sa, Sepp Dietrich, pentru a aranja capitularea doar în fața germanilor”. La rândul lor, germanii au primit ordine stricte din partea lui Hitler pentru neînștiințarea italienilor cu privire la negocieri și, în cele din urmă, capitularea a fost acceptată. Mussolini a fost scandalizat de aceste decizii și a ordonat declanșarea de contraatacuri împotriva forțelor elene, care au fost însă respinse. A fost nevoie de intervenția personală a lui Mussolini pe lângă Hitler pentru ca germanii să accepte ca și italienii să semneze armistițiul pe data de 23 aprilie. Soldații eleni nu au fost tratați ca prizonieri de război și li s-a permis să se întoarcă la casele lor după demobilizarea unităților în care fuseseră încorporați, iar ofițerilor li s-a permis să-și păstreze armele ușoare personale.

### Defensiva de la Termopile
Pe 16 aprilie, germanii și-au dat seama că britanicii evacuează corpul expediționar prin porturile Volos și Pireu. Întreaga acțiune se desfășura în condițiile presiunii continue a germanilor. Pentru aceștia, menținerea neîntreruptă a contactului cu trupele britanice în retragere devenise o sarcină de primă importanță. Diviziile de infanterie germană au fost retrase din acțiune din cauza mobilității lor reduse. Urmărirea forțelor aliate în retragere a fost preluată de Divizia a 2-a Panzer, Divizia I de infanterie motorizată SS și de cele două divizii de vânători de munte.
Pentru ca grosul trupelor britanice să poată fi evacuat, Wilson a ordonat ariergărzii să organizeze o ultimă rezistență în regiunea pasului istoric de la Termopile, poarta către Atena. Generalul Freyberg a primit sarcina organizării apărării pasului de coastă, în vreme ce Mackay urma să apere satul Brallos. După luptă, Mackay a declarat: „N-am visat la evacuare. Gândeam că vom rezista două săptămâni și vom fi învinși de forțele copleșitoare”. Când s-a primit ordinul de retragere în dimineața zilei de 23 aprilie, s-a luat decizia ca fiecare dintre cele două poziții menționate mai sus să fie apărată doar de câte o brigadă. Acestea au fost brigada a 19-a australiană și a 6-a neozeelandeză. Germanii au atacat la ora 11:30 a zilei de 24 aprilie. Atacatorii au fost întâmpinați de o rezistență hotărâtă, au suferit pierderi umane importante și au pierdut 15 tancuri. Aliații au reușit să reziste întreaga zi la Termopile și au început să se retragă spre plajele de evacuare, organizând o ultimă rezistență în regiunea Teba. Blindatele germane s-au lansat în urmărirea inamicului, dar au înaintat cu mare greutate din cauza drumului cu pantă pronunțată și a numeroaselor curbe periculoase.

### Asaltul german împotriva Atenei
După abandonarea regiunii Termopile, ariergărzile britanice s-au retras pe niște poziții defensive improvizate la sud de Teba, unde s-a organizat un ultim obstacol în fața înaintării germane spre Atena. Batalionul de motocicliști al Diviziei a 2-a Panzer a primit sarcina ocolirii prin flanc a ariergărzii britanice. Motocicliștii germani au avut de înfrânt doar o rezistență slabă, iar în dimineața zilei de 27 aprilie 1941, primii germani intrau în Atena. La scurtă vreme, în Atena intrau și restul trupelor germane – tancuri, vehicule blindate și infanterie. Germanii au reușit să cucerească o mare cantitate de produse petroliere – benzină, țiței și lubrifianți – mai multe mii de tone de muniție, zece camioane încărcate cu zahăr și ceai și alte zece camioane cu rații alimentare, plus diferite arme, echipamente militare și medicale. Populația Atenei era pregătită de mai multe zile pentru invazia germană și se baricadase în case. Cu o seară mai înainte, Radio Atena emisese următorul anunț:

„Ascultați vocea Greciei. Greci, rămâneți neclintiți, mândri și demni. Trebuie să vă arătați vrednici de istoria voastră. Bravura și victoria armatei noastre au fost deja recunoscute. Justețea cauzei noastre va fi de asemenea recunoscută. Ne-am făcut datoria cu onestitate. Prieteni! Păstrați Grecia în inimile voastre, trăiți inspirați de focul ultimului ei triumf și de gloria armatei noastre. Grecia va trăi din nou și va fi măreață, deoarece ea luptă cinstit pentru o cauză dreaptă și pentru libertate. Fraților! Aveți curaj și răbdare. Fiți hotărâți. Vom depăși aceste greutăți. Greci! Cu Grecia în mințile noastre trebuie să fim mândri și demni. Am fost o națiune cinstită și soldați cinstiți.”

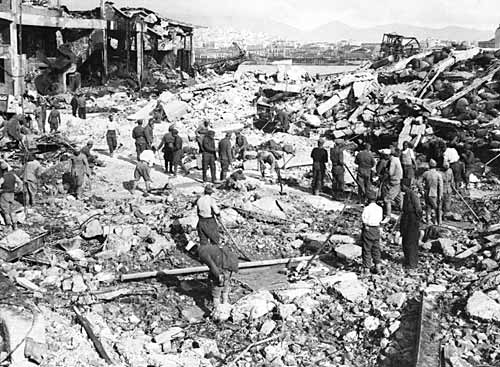
Pireu – distrugeri provocate de bombardamentele germane, 6 aprilie 1941

Germanii au înaintat direct spre Acropole și au înălțat aici steagul cu svastica nazistă. După cum spune tradiția, soldatul de gardă Konstantinos Koukidis a coborât drapelul național elen, a refuzat să-l înmâneze reprezentanților invadatorilor, s-a înfășurat cu steagul și s-a aruncat de pe stâncile Acropolei. Indiferent dacă povestea este adevărată sau nu, grecii cred cu tărie că evenimentele s-au petrecut cu adevărat așa și pe Acropole a fost plasată o placă memorială în cinstea eroismului arătat de soldat.

### Evacuarea forțelor Commonwealthului
Generalul Archibald Wavell, în timpul vizitei sale în Grecia din 11 – 13 aprilie, l-a avertizat pe Wilson că nu trebuie să se aștepte să primească întăriri și l-a autorizat pe generalul-maior Freddie de Guingand să discute variante de evacuare cu ofițerii responsabili. În acea fază a luptelor, britanicii nu puteau face însă publice planurile de evacuare, fiind așteptată o inițiativă în acest sens din partea guvernului grec. În aceeași perioadă, Papagos a luat inițiativa și i-a sugerat lui Wilson să-și retragă așa-numita „forță W”. Wilson a informat Cartierul General din Orientul Mijlociu despre aceasta pe 17 aprilie. Pentru pregătirea evacuării a fost trimis în Grecia contraamiralul H. T. Baillie-Grohman. În aceeași zi, Wilson s-a dus la Atena la o întâlnire cu regele, Papagos, d'Albiac și contraamiralul Turle. Seara, Koryzis, după ce i-a mărturisit regelui că se consideră vinovat pentru că nu și-a îndeplinit sarcinile încredințate, s-a sinucis. Pe 21 aprilie s-a luat hotărârea definitivă pentru evacuarea forțelor Commonwealthului în Creta și Egipt. Wavell i-a transmis lui Wilson ordinele scrise necesare. 5.200 de oameni, dintre care cei mai mulți soldați ai Brigăzii a 5-a neozeelandeze, au fost evacuați în noaptea de 24 aprilie, iar Brigada a 4-a neozeelandeză a rămas să blocheze accesul spre Atena. Pe 25 aprilie, puținele escadrile RAF au părăsit Grecia. D'Albiac și-a stabilit cartierul general la Heraklion, Creta. 10.200 de australieni au fost evacuați aici din Nauplion și Megara. Mai mult de 2.000 de oameni au trebuit să aștepte până pe 27 aprilie din cauza eșuării lângă Nauplion a vasului de transport Ulster Prince. Evacuarea a continuat prin alte porturi mai mici din estul Peloponezului.
Pe 25 aprilie, germanii au desfășurat o operațiune aeropurtată pentru cucerirea podului de peste Canalul Corint. Operațiunea avea două obiective: primul era tăierea rutelor de retragere a britanicilor, iar al doilea era cucerirea unor căi sigure de traversare a Istmului Corint. Atacul german a fost un succes parțial, podul principal de peste canal fiind distrus după cucerirea de către germani de artileria britanică. Regimentul I de infanterie motorizată SS a atacat de la Ioannina de-a lungul pantelor vestice ale Munților Pindului prin Arta spre Messolonghi și a intrat în Peloponez la Patras, într-o încercare de cucerire a istmului dinspre vest. Pe 27 aprilie la ora 17:00, forțele SS au aflat că parașutiștii care atacaseră podurile de peste canal făcuseră deja joncțiunea cu infanteriștii care înaintau dinspre Atena.
Forțele germane au construit un pod temporar peste canalul Corint, folosit de Divizia a 5-a Panzer pentru continuarea urmăririi forțelor Aliate de-a lungul Peloponezului. Blindatele germane au atacat prin Argos spre Kalamata, din care forțele aliate fuseseră evacuate aproape în totalitate, și au atins coasta sudică a Egeei pe 29 aprilie, făcând joncțiunea cu trupele SS care soseau dinspre Pyrgos. Luptele din Peloponez au fost în cea mai mare parte angajamente de mică amploare cu unități britanice care nu reușiseră să fie evacuate la timp. Atacul german a fost executat prea târziu pentru a mai putea tăia retragerea grosului forțelor britanice din Grecia centrală, dar a reușit să izoleze Brigăzile 16 și 17 australiene. Până pe 30 aprilie britanicii au reușit evacuarea a aproximativ 50.000 de soldați. Mai multe vase de transport de trupe aliate (cel puțin 26) au fost scufundate de Luftwaffe. Germanii au capturat 7 – 8.000 de soldați ai Commonwealthului (printre care și 2.000 de ciprioți și palestinieni) și iugoslavi la Kalamata, soldați pe care britanicii nu au mai reușit să-i evacueze. De asemenea, germanii au eliberat mai mulți prizonieri de război italieni din câteva lagăre.
| Evacuarea trupelor Aliate | Evacuarea trupelor Aliate | Evacuarea trupelor Aliate | Evacuarea trupelor Aliate     | Evacuarea trupelor Aliate | Evacuarea trupelor Aliate | Evacuarea trupelor Aliate | Evacuarea trupelor Aliate |
| Perioada                  | Kalamata                  | Monemvasia                | Tolos și Nauplie              | Rafina și Porto Rafti     | Mégare                    | Cythère                   | Milo                      |
| ------------------------- | ------------------------- | ------------------------- | ----------------------------- | ------------------------- | ------------------------- | ------------------------- | ------------------------- |
| 24-25 aprilie             | -                         | -                         | 6.685 britanici 15 infirmiere | 5.700                     | -                         | -                         | -                         |
| 25-26 aprilie             | -                         | -                         | -                             | -                         | 5.900                     | -                         | -                         |
| 26-27 aprilie             | 8.650                     | -                         | 4.527                         | 8.223                     | -                         | -                         | -                         |
| 27-28 aprilie             | -                         | -                         | -                             | 4.640                     | -                         | -                         | -                         |
| 28-29 aprilie             | 332                       | 4.320 neozeelandezi       | -                             | -                         | -                         | 760                       | -                         |
| 29-30 aprilie             | 33                        | -                         | -                             | -                         | -                         | -                         | -                         |
| 30 aprilie-1 mai          | 202                       | -                         | -                             | -                         | -                         | -                         | 700                       |
| Total                     | 9.217                     | 4.320                     | 11.212                        | 18.563                    | 5.900                     | 760                       | 700                       |
| Total general: 50.672     |                           |                           |                               |                           |                           |                           |                           |

## Urmări
|                                                      |
| Cele trei zone de ocupație: italiană germană bulgară |

### Ocuparea Greciei de către Puterile Axei
Pe 13 aprilie 1941, Hitler a emis Directiva nr. 27 prin care se stabilea politica viitoare de ocupare a Greciei. Hitler a finalizat problemele jurisdicției în Balcani prin Directiva nr. 31 de pe 9 iunie același an. Grecia continentală a fost împărțită între Germania, Italia și Bulgaria. Germanii ocupau zonele cele mai importante din punct de vedere strategic – Atena, Salonic și Macedonia centrală plus câteva insule precum Creta. Aceștia au ocupat de asemenea orașul Florina, revendicat atât de italieni cât și de bulgari. În aceeași zi în care Tsolakoglou a capitulat, armata bulgară a invadat Tracia. Scopul acestei invazii era cucerirea unei ieșiri la Marea Egee. Bulgarii au ocupat teritoriul dintre valea râului Struma și o linie de demarcație care trecea prin Alexandroupoli și Svilengrad. Ceea ce a mai rămas din Grecia a fost ocupat de Italia. Italienii au început și anexarea insulelor din Mările Ionică și Tireniană pe 28 aprilie. Pe 2 iunie, aceștia au ocupat întreg Peloponezul, pe 8 iunie Tesalia, iar pe 12 iunie cea mai mare parte a Atticei.
Ocuparea Greciei, în timpul căreia numeroși civili eleni au murit din cauza luptelor sau foametei, s-a dovedit o sarcină foarte grea pentru puterile învingătoare ca urmare a nașterii mai multor grupuri de rezistență, care au lansat atacuri de gherilă și au organizat o serie de rețele de spionaj.

### Bătălia din Creta

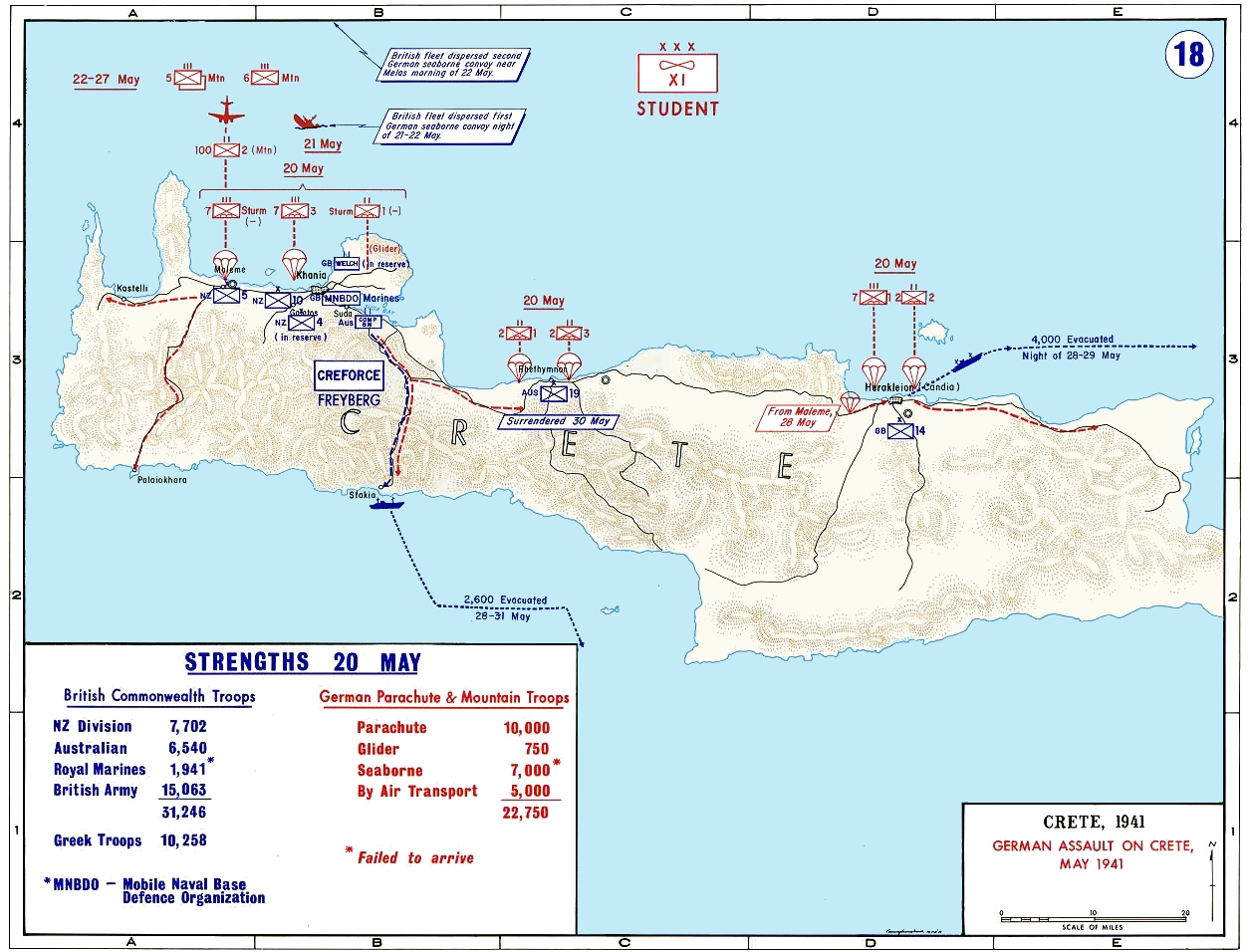
Harta atacului german din Creta

Pe 25 aprilie 1941, regele George al II-lea și guvernul lui au părăsit Grecia continentală pentru a se refugia în insula Creta. Creta a fost atacată de germani pe 20 mai 1941. Aceștia au declanșat cea mai mare invazie a trupelor aeropurtate de până atunci, atacând trei aeroporturi principale de la Maleme, Rethymno și Heraklion. După șapte zile de lupte grele, comandanții aliați au ajuns la concluzia că apărarea nu mai poate rezista și au ordonat evacuarea trupelor de sub comanda lor din regiunea Sfakia. Până pe 1 iunie, Aliații retrăseseră toate trupele din Creta, iar germanii desăvârșiseră ocuparea insulei. Din cauza pierderilor grele suferite de trupele de elită de parașutiști, Hitler a interzis din acel moment executarea oricărei operațiuni aeropurtate de anvergură. Generalul Kurt Student avea să spună despre Creta că a fost mormântul parașutiștilor germani și o victorie dezastruoasă. Regele George al II-lea și guvernul lui au fost evacuați din Creta în Egipt în noaptea de 24-25 mai.

## Evaluări critice
Campania din Grecia s-a încheiat cu o victorie totală a Germaniei. Britanicii nu au avut resursele militare necesare în Orientul Mijlociu pentru a purta operațiuni la scară mare atât în Africa de Nord, cât și în Balcani. Chiar atunci când au reușit să blocheze temporar înaintarea germanilor în Grecia, ei nu au avut capacitatea să exploateze aceste succese prin contraatacuri. Britanicii au avut la un moment dat speranțe să poată păstra controlul asupra Cretei și poate și asupra altor câteva insule valoroase din punct de vedere strategic, care puteau fi folosite ca baze aeriene pentru sprijinirea operațiunilor navale în Mediterana de răsărit, dar atacul aeropurtat german a dus la evacuarea tuturor trupelor aliate din insulele grecești.
Victoria germană s-a datorat mai multor factori: 
1. Superioritatea germanilor în efective și echipamente ale forțelor terestre;[113]
2. Supremația aeriană germană combinată cu incapacitatea grecilor de a asigura suficiente aeroporturi pentru escadrilele RAF;[114]
3. Insuficiența forței expediționare britanice, deoarece trupele disponibile imperiului se găseau în număr mic;[113]
4. Slaba dotare a armatei elene cu echipamente militare moderne;[114]
5. Starea proastă, insuficiența sau capacitatea scăzută de transport a drumurilor, căilor ferate și porturilor elene;[115]
6. Absența unei comenzi unificate britanico-eleno-iugoslave;[114]
7. Neutralitatea strictă a Turciei[114] și
8. Capitularea mult prea rapidă a Iugoslaviei.[114]

După înfrângerea forțelor aliate, decizia de trimitere a forțelor britanice în Grecia a fost aspru criticată în Regatul Unit. Mareșalul Alan Brooke, șeful Statului Major Imperial din timpul celui de-al Doilea Război Mondial, a considerat intervenția din Grecia o eroare strategică grosolană, de vreme ce ducea la reducerea rezervelor de care avea nevoie Wavell pentru cucerirea Libiei sub control italian și pentru înfrângerea lui Erwin Rommel și a Afrika Korps. Prin intervenția din Grecia s-a prelungit Campania din Africa de Nord, care ar fi putut fi încheiată în alte condiții încă din 1941. În 1947, de Guingand a cerut guvernului britanic să-și asume greșelile făcute atunci când a stabilit strategia din Grecia. Pe de altă parte, Buckley a argumentat că, dacă Regatul Unit nu ar fi răspuns obligațiilor pe care și le asumase în 1939 să apere independența Greciei, și-ar fi periclitat în mod grav poziția morală în cadrul coaliției anti-Axă. După cum afirma profesorul de istorie Heinz Richter, Churchill a încercat ca, prin intervenția din Grecia, să influențeze atmosfera politică din Statele Unite. Acesta a considerat că a acționat corect din punct de vedere politic și moral chiar după eșecul campaniei din Grecia. Istoricul John Keegan aprecia că în cazul campaniei din Grecia a fost vorba de o un război de modă veche între gentlemeni, cu respect deosebit arătat onoarei și vitejiei adversarului.
Freyberg și Blamey au avut de asemenea îndoieli asupra sorților de izbândă a operațiunii, dar nu și-au informat guvernele cu privire la rezervele și temerile lor. Campania a provocat furie în Australia în momentul în care s-a aflat că, după ce a fost informat pe 18 februarie 1941 despre misiunea pe care o avea de îndeplinit în Grecia, generalul Blamey nu și-a informat guvernul, deși avea rezerve cu privire la misiune, deoarece generalul Wavell l-a asigurat că primul ministru australian Robert Menzies aprobase deja planul. Este adevărat că propunerea fusese acceptată la o întrunire a Cabinetului de Război din Londra, la care participase și Menzies, numai că Churchill îi spusese premierului australian că generalii Freyberg și Blamey aprobaseră deja expediția.
În 1942, membrii Parlamentului Britanic au caracterizat campania din Grecia ca fiind o decizie sentimentală și politică. Eden a respins criticile și a afirmat că intervenția din Grecia s-a făcut cu acordul unanim al britanicilor și, în plus, în acest fel a fost întârziată invazia Axei în Uniunea Sovietică. Acest ultim argument a fost folosit de unii istorici precum Keegan în încercarea de a transforma luptele din Grecia într-un punct de cotitură al celui de-al Doilea Război Mondial. Conform regizoarei și actriței Leni Riefenstahl, Hitler a spus că dacă italienii nu ar fi atacat Grecia și nu ar fi avut nevoie de ajutor, războiul ar fi avut un alt curs, campania din Rusia ar fi avut la dispoziție mai multe săptămâni, în care ar fi fost cu putință cucerirea Moscovei și Leningradului mai înainte de venirea iernii rusești, iar Bătălia de la Stalingrad nu ar mai fi avut loc. În ciuda unei opinii oarecum diferite, Brooke admite că invazia din URSS a fost amânată și din cauza campaniei din Balcani. John N. Bradley și Thomas B. Buell au ajuns la concluzia că deși niciuna din luptele campaniei din Balcani nu a forțat Germania să amâne Operațiunea Barbarossa, este evident că întreaga campanie din URSS a așteptat rezultatul luptelor din Grecia. Pe de altă parte, Richter a considerat că argumentele lui Eden reprezintă o „falsificare a istoriei”. Istoricul militar britanic Basil Liddell Hart a afirmat că, deși Operațiunea Marița a întârziat invazia Axei în URSS, aceasta nu justifică hotărârea guvernului britanic de intervenție în Grecia, deoarece nu acesta a fost obiectivul strategic inițial al britanicilor. În 1952, o cercetare științifică ordonată de cabinetul britanic a stabilit că intervenția din Balcani nu a influențat lansarea Operațiunii Barbarossa. Robert Kirchubel susține că principala cauză a amânării Operațiunii Barbarossa de pe 15 mai pe 22 iunie a fost reprezentată de problemele de logistică și de condițiile meteorologice din iarna precedentă, care au făcut ca râurile să se reverse până la sfârșitul primăverii.

## Recunoașterea meritelor armatei și poporului Greciei
Într-un discurs ținut în Reichstag în 1941, Hitler și-a exprimat admirația pentru rezistența armatei elene, spunând că: „Dreptatea istorică mă obligă să recunosc că inamicii care au luat poziții împotriva noastră, în particular soldatul grec, au luptat cu cel mai mare curaj. El a capitulat doar când continuarea rezistenței a devenit imposibilă și nefolositoare”. Führerul a ordonat de asemenea eliberarea și repatrierea tuturor prizonierilor greci de război de îndată ce au fost dezarmați. După cum afirma mareșalul Wilhelm Keitel, șeful Statului Major al lui Hitler, Führerul dorea să ofere grecilor un aranjament onorabil ca recunoaștere a luptei lor vitejești într-un război pe care nu-l provocaseră, fiind victimele atacului italian. Keitel mai amintește că în toamna anului 1940, în timpul pregătirilor pentru declanșarea campaniei din Grecia, Hitler a mărturisit apropiaților săi în mai multe rânduri că regretă că trebuie să declanșeze acest atac.
Pe de altă parte, Churchill avea să declare cu privire la rezistența Greciei în fața atacului germano-italian: „De aici înainte nu vom spune că grecii luptă ca niște eroi, ci că eroii luptă precum grecii”.
Președintele american Franklin D. Roosevelt îi scria pe 3 decembrie 1940 regelui Greciei, George al II-lea că „toate popoarele libere sunt profund impresionate de curajul și fermitatea națiunii elene”.